# Champions Challenge II (hockey)
Het toernooi om de Champions Challenge is het kleinere broertje van de jaarlijkse strijd om de Champions Challenge I en de nog grotere Champions Trophy, dat in 2009 in het leven werd geroepen door de wereldhockeybond FIH. Achterliggende gedachte is verdere promotie en ontwikkeling van de hockeysport. Het toernooi wordt - in principe - om de twee jaar gehouden, de deelnemers zijn gebaseerd op de wereldranglijst van de Féderation Internationale de Hockey (FIH). De winnaar plaatst zich voor de volgende Champions Challenge I.

## Geschiedenis mannentoernooi
| 2009 Details | Dublin, Ierland   | Polen   | 3–3 (5–4) shootouts | Ierland   | Frankrijk | 4–3 na verlenging | Maleisië  |
| 2011 Details | Rijsel, Frankrijk | Ierland | 4–2                 | Frankrijk | Rusland   | 3–1               | Schotland |

## Geschiedenis vrouwentoernooi
| 2009 Details | Kazan, Rusland    | India  | 6–3 | België | Ierland     | 2–1                 | Oekraïne |
| 2011 Details | Wenen, Oostenrijk | België | 2–1 | Italië | Wit-Rusland | 2–2 (3–1) shootouts | Chili    |

Champions Challenge I

Mannen:
Kuala Lumpur 2001 ·
Johannesburg 2003 ·
Alexandrië 2005 ·
Boom 2007 ·
Salta 2009 ·
Johannesburg 2011 ·
Quilmes 2012 ·
Kuantan 2014
Vrouwen:
Johannesburg 2002 ·
Catania 2003 ·
Virginia Beach 2005 ·
Bakoe 2007 ·
Kaapstad 2009 ·
Dublin 2011 ·
Dublin 2012 ·
Glasgow 2014
Champions Challenge II 

Mannen:
Dublin 2009 ·
Rijsel 2011
Vrouwen:
Kazan 2009 ·
Wenen 2011